# Getta w Żychlinie

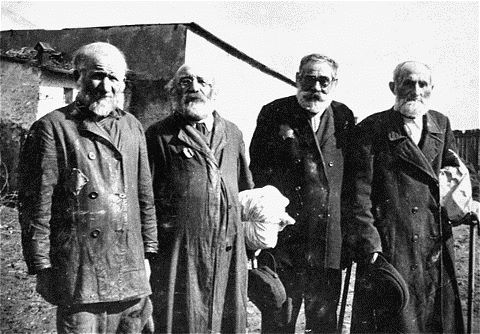
Żydzi w żychlińskim getcie

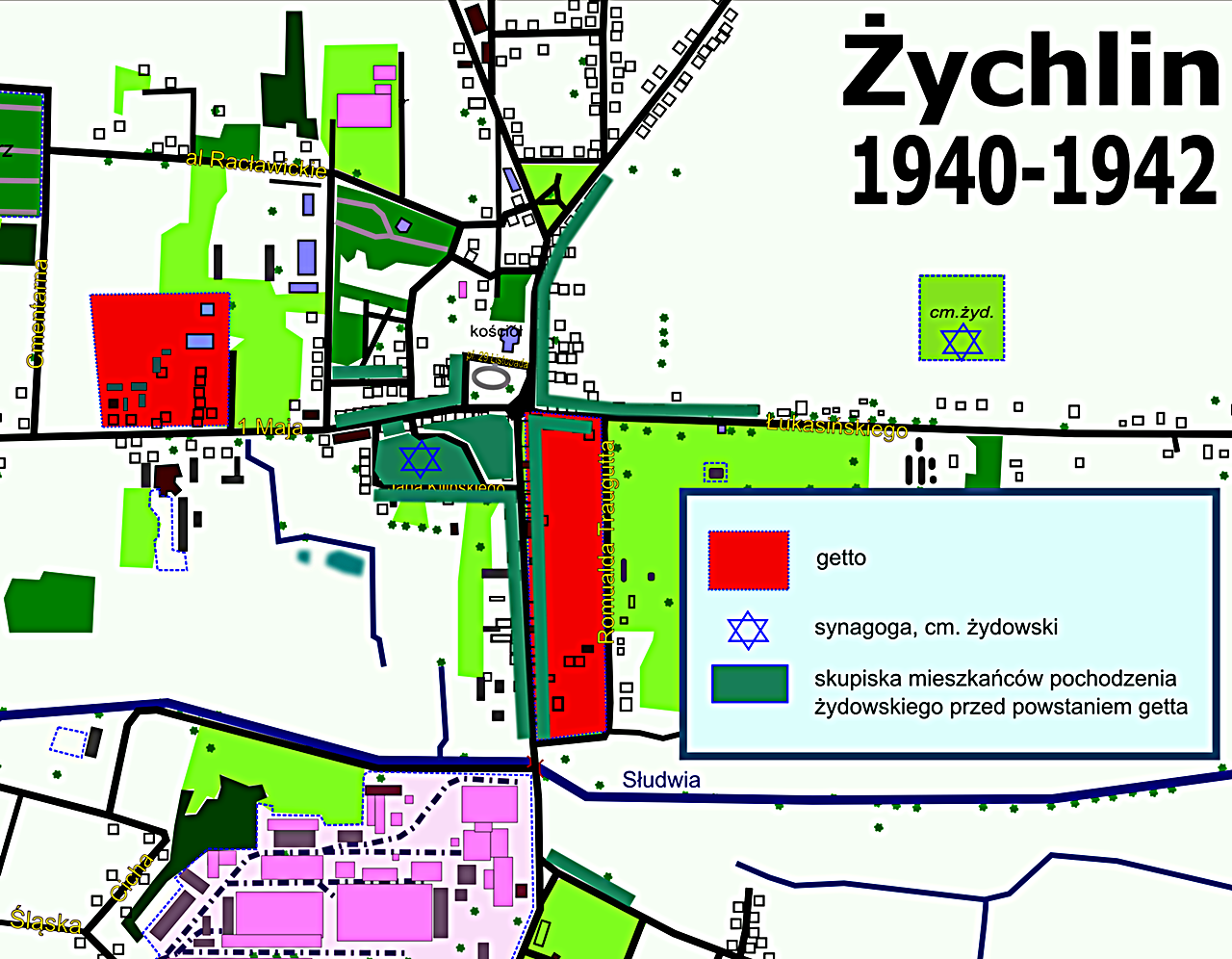
Plan getta w Żychlinie

Getta w Żychlinie (niem. Zichlin) – w Żychlinie istniały dwa getta żydowskie w latach 1940–1942. Zamknięto w nich ponad 4 tysiące Żydów z miasta i jego okolic. W miarę upływu czasu ograniczano swobody i warunki życia w gettach ulegały pogorszeniu. Z powodu chorób i głodu zmarło 800 ludzi. W marcu 1942 roku przystąpiono do ostatecznej likwidacji gett – na miejscu zamordowano 200 osób, a pozostałych wywieziono i zgładzono w obozie zagłady w Chełmnie nad Nerem.

## Historia
Od 1734 istniała w mieście gmina żydowska. Przed II wojną światową Żydzi, w liczbie 3,5 tys., stanowili około 50% ludności. Zajmowali się głównie handlem i rzemiosłem. W mieście znajdowała się synagoga.
15 września 1939 miasto zajęli niemieccy okupanci. Rozpoczęło się prześladowanie ludności pochodzenia żydowskiego. W kwietniu 1940 wywieziono z miasta intelektualistów żydowskich. 20 lipca 1940 utworzono dwa getta, jedno pomiędzy ul. Gabriela Narutowicza i ul. Romualda Traugutta, drugie przy ul. 1 Maja (Fabianówka). W zarządzie pierwszego zasiadali Rozenberg (Aldek) i Oberman (szef policji), komendantem drugiego został H. Rozenblum. W gettach zamkniętych zostało ponad 4000 Żydów z miasta i okolicznych wsi. Getta rozróżniano określeniami „małe getto” i „duże getto”.
Żydom w getcie pozostawiono pewne swobody, mogli handlować z Niemcami, mieli także własną szkołę i straż pożarną. Z czasem swobody te ograniczono i zaczęto stosować represje, m.in. aresztowania, wywózki.
Podczas istnienia getta z powodu chorób i głodu zmarło około 800 osób.

### Likwidacja
W końcu lutego 1942 Niemcy rozpoczęli wywózki Żydów z getta, a stu z nich niemiecka policja rozstrzelała na ulicach getta. W tym czasie historycy odnotowali wzmożoną korespondencję pomiędzy gettami w Żychlinie i w Warszawie dotyczącą zagłady.

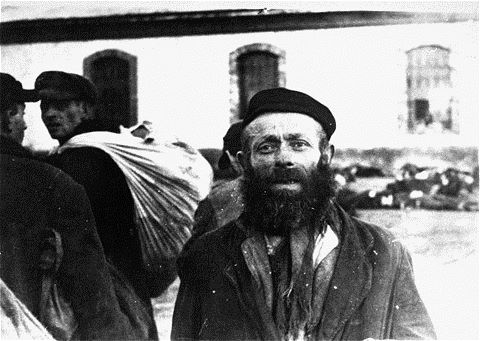

Zostaliśmy porzuceni na pastwę losu. A teraz, moi Drodzy! Wiecie, jak się nazywam. Gdybym pozostał przy życiu – to i dobrze, a jak nie, to przyjdzie Wam pomodlić się do Boga za moja duszę. Księga komentarzy znajduje się w piwnicy, przy południowej ścianie.
Kłaniam się Wam wszystkim i życzę zdrowia. Pozdrawiam Was moja rodzino. Nie jestem, dzięki Bogu, załamany, bo przecież wszystko pochodzi od Miłego Stwórcy.

Dzień przed likwidacją getta 200 Żydów, głównie chorych i zniedołężniałych, zostało zamordowanych na cmentarzu żydowskim. W dniu likwidacji, 3 marca 1942, w żydowskie święto Purim, obszar getta został otoczony. Około 3000 więźniów zostało przewiezionych furmankami na stację kolejową, stamtąd wagonami bydlęcymi do Krośniewic, a następnie do obozu zagłady w Chełmnie nad Nerem, gdzie zostali zabici.

## Upamiętnienie
Na cmentarzu żydowskim w Żychlinie upamiętniono Holocaust oznaczając masową mogiłę ofiar. W książce Heleny Bodek Jak tropione zwierzęta. Wspomnienia, autorka opisała wspomnienia z likwidacji getta. Na terenie byłego obozu w Chełmnie upamiętniono zamordowanych Żydów, również tych przewiezionych transportem z Żychlina.
Wspomnienie getta w postaci fotografii pojawia się w filmie dokumentalnym Powszedni dzień gestapowca Schmidta (1963, Jerzy Ziarnik).